# Irn-Bru

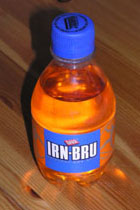
Irn-Bru

Irn-Bru ([ˈaɪɚn bruː] zu deutsch „Eisen-Gebräu“ in markenrechtlich bedingter ungewöhnlicher Schreibweise) ist ein koffeinhaltiger Softdrink aus Schottland. Es wird seit ca. 1899 von der A.G. Barr plc in Glasgow hergestellt und ist seit 1946 markenrechtlich geschützt. Barrs Irn-Bru wird in Großbritannien, Irland, Russland, Kanada, Südafrika, Teilen Europas, Teilen Australiens und in Singapur verkauft.
Irn-Bru ist für die leuchtend orange Farbe bekannt. Seit 1999 enthält es 0,002 % Ammoniumeisen(III)-citrat, Zucker, Geschmacksstoffe (wie Koffein und Chinin) und Farbstoffe (E110, E124). Es wird dafür geworben, dass Irn-Bru einen leichten Zitrus-Geschmack hat.
Für lange Zeit war es der beliebteste Softdrink in Schottland, sogar beliebter als Coca-Cola. Doch der starke Wettbewerb zwischen den beiden Marken führte dazu, dass kurz nach der Jahrtausendwende etwa soviel Irn-Bru wie Coca-Cola verkauft wurde.

## Verpackungen und Produkte
Irn-Bru, Irn-Bru Sugarfree (Light-Variante) und andere Barr-Marken wie beispielsweise Pineappleade, Cream Soda, Tizer, Red Kola, Barr Cola und Limeade sind in Einweg-PET- und Mehrwegglasflaschen erhältlich. Die leeren Glasflaschen können bei jeder Verkaufsstelle, die dieses Produkt vertreibt, gegen eine Pfandgebühr von 20 Pence eingetauscht werden.
Für Restaurants und Cafeterias ist zusätzlich ein Irn-Bru-Sirup erhältlich. Barr produziert auch weiche, auf der Zunge prickelnde Irn-Bru-Riegel, die stark nach dem Erfrischungsgetränk schmecken. In Schottland wird in ausgewählten Eissalons ein Irn-Bru-Sorbet angeboten.
2018 erschien eine auf dem Originalrezept von 1901 basierende Sonderedition namens Irn Bru 1901. Das Getränk wird nur mit Zucker gesüßt, enthält Quiallaja und kein Koffein.

## Vermarktung
Der Stil von Irn-Brus Werbekampagnen hat sich schon immer von dem anderer Erfrischungsgetränke stark unterschieden. Bis vor kurzem waren die häufigsten Varianten die Made in Scotland from girders (zu deutsch: „in Schottland aus Stahlträgern hergestellt“) Werbungen, in denen Irn-Bru-Trinker ungewöhnlich stark, ausdauernd oder magnetisch wurden.
Bei den aktuellen, auf diesem Slogan basierenden TV-Spots handelt es sich um Parodien typischer Limonade-Reklamefilme: eine davon war eine in Coca-Cola-Design gehaltene Werbung, die fröhliche Irn-Bru-Trinker mit Colas Feelgood-Ballade aufwiegt; eine andere ahmte Pepsis Strategie nach, in einer fiktiven Heavymetal-Band Popstars für das Produkt werben zu lassen. Seit den 1990er-Jahren wurden verschiedenste Werbemethoden angewandt.
Die wahrscheinlich am besten im Gedächtnis verbliebene Werbekampagne war die lange Zeit laufende TV- und Plakat-Werbeserie in schwarz-weiß, in der unter anderem ein Werbeplakat mit dem Sensenmann und dem Slogan „Don't be scared. You'll still get Irn-Bru on the other side.“ (dt. „Hab keine Angst. Du bekommst auf der anderen Seite immer noch Irn-Bru.“) vorkam. Beliebt war auch die vorgebliche Werbung für ein Reinigungsmittel namens Jef, das aus einem kleinen Jungen in einer Box bestand, der Irn-Bru-Flecken aus der Wäsche saugte.
Eine Werbekampagne, die im Jahr 2000 eingeführt wurde, zeigte außergewöhnliche Charaktere in sonderbaren Situationen. Eine TV-Werbung erinnerte an das Fernsehprogramm der 1950er-Jahre. In dem Spot spielte die Mutter am Klavier. Der Vater und die Kinder sangen ein Lied, das von der Mutter allerdings mit Obwohl ich eigentlich ein Mann war beendet wurde.
Dieser Werbefilm wurde erstmals im Jahr 2000 ausgestrahlt. Als 2003 jedoch eine Neuauflage erschien, tauchten 17 Beschwerden von Personen auf, die den Spot als Angriff auf Transgeschlechtlichkeit
empfanden. Diese Vorwürfe wurden in einem Bericht über Werbebeschwerden der britischen Medienaufsichtsbehörde Ofcom allerdings entschärft. Laut Barr sollte der Werbespot nur ein scherzhaft gemeinter Beitrag über die sich verändernden Lebenseinstellungen und Gebräuche im Wandel der Zeit sein. Da die Szene am Ende des Spots, in der sich die Mutter rasierte, als möglicher Angriff auf Transpersonen erachtet wurde, nahm man den Spot trotzdem aus dem Programm.
Über die Jahre haben Werbekampagnen von Irn-Bru immer wieder für Aufregung gesorgt. Eine Plakatserie zeigte beispielsweise eine Frau mit den Worten 4 ½ inches of pleasure (dt. „4 ½ Zoll Vergnügen“). Auf anderen Plakaten wirbt eine Kuh mit dem Slogan When I'm a burger, I want to be washed down with Irn-Bru (dt. „Wenn ich mal ein Burger bin, möchte ich mit Irn-Bru runtergespült werden“). Wegen dieser Plakatwerbung gingen 700 Beschwerden ein, die allerdings von der britischen Werbeaufsicht zurückgewiesen wurden.
Die Darstellung eines deprimierten Gruftis mit den Worten: „Cheer up Goth. Have an Irn Bru“. (dt. „Kopf hoch, Grufti. Trink ein Irn-Bru.“) führte laut Medienberichten zu Beschwerden von Anhängern dieses Trends, da sie vermehrt schikaniert und mit Irn-Bru-Dosen beworfen wurden. Die TV-Werbung für Irn-Bru 32 (das neueste Mitglied der Irn-Bru-Familie) stellt einen klischeehaften Glasgower Schläger dar, der als riesiger Kuckuck verkleidet in einer Bibliothek Irn-Bru 32 präsentiert. Auch dieser Werbespot wurde wegen seiner Aggressivität kritisiert und die Strathclyde Police forderte sogar ein Verbot des Spots. Als zynische Antwort auf die Beschwerden wurde kurze Zeit lang eine Version in höflichem Estuary-English-Dialekt gesendet. Die britische Advertising Standards Authority stimmte mit der A.G.Barr plc überein, dass der Werbespot als komisch anzusehen sei.
Die Marketingkampagne für Irn-Bru aus dem Jahr 2006 ist als die Phenomenal-Kampagne bekannt. Diet Irn-Brus Oh Yeah- Werbekampagne zeigt einen unglückseligen Schürzenjäger namens Raoul begleitet vom Song Oh Yeah von Yello.
Die Weihnachts-Werbekampagne 2006 war eine Parodie der in Großbritannien bekannten Walking-in-the-Air-Szene aus dem Zeichentrickfilm The Snowman, in der ein Schneemann und ein Junge namens James Irn-Bru trinkend über Schottland fliegen. Auch der Text zum begleitenden Song Walking in the Air wurde auf humorvolle Weise verändert.
Die A.G. Barr plc startete eine Irn-Bru-Marketingkampagne, die an ihr vorrangiges Zielgebiet Schottland gerichtet war. Vor der Fußballweltmeisterschaft 2006 warb Barr den Trinidad-und-Tobago-Spieler Jason Scotland an, während der Weltmeisterschaft für Irn-Bru zu werben.
Eine frühe und lange Zeit laufende Werbekampagne war der in verschiedenen Zeitungen veröffentlichte Comic The Adventures of Ba-Bru and Sandy. Die bekannte Ba-Bru-Leuchtreklame vor dem Glasgower Hauptbahnhof war dort viele Jahre lang zu sehen und wurde erst Ende der 1970er-Jahre entfernt.
Der Hauptdarsteller in den Krimis von Ian Rankin, Inspector John Rebus trinkt immer Unmengen von Irn-Bru, meist am Tag danach mit viel Aspirin.
Zur Euro 2024 produzierte das Unternehmen drei Werbespots „Doctor's“, „Cafe“ und „Mannschaft“.
Im Januar 2025 beendete AG Barr die seit 1994 bestehende Zusammenarbeit mit der Schottischen Marketingagentur The Leith Agency.

## Export, Ausländische Märkte und weitere Hersteller
Irn-Bru wird zurzeit in fünf Fabriken in Russland produziert. Außerdem wird es unter Lizenz in Kanada produziert. Irn-Bru und verschiedene andere Barr-Produkte werden auch nach Spanien, in die Niederlande, Griechenland, Zypern und in einige Teile Afrikas und Asiens exportiert. Es ist auch in Irland, Belgien und seit 2005 in Polen erhältlich. Der rechtliche Status von Irn-Bru in den USA ist unklar. Einerseits wird Irn-Bru von mehreren Firmen importiert, andererseits wird es von der US Food and Drug Administration als verbotene Substanz gelistet. Laut der FDA-Website beinhalten Irn-Bru und Diet Irn-Bru die karzinogenen Farbstoffe Cochenillerot A und Gelborange S. Ein Importeur (Irn-Bru USA) ändert die Inhaltsstoffe von Irn-Bru, so dass es den FDA-Regeln entspricht. Die Park Company in East Haven, Connecticut produziert bereits seit Jahrzehnten einen Softdrink mit dem Namen Iron Brew. Es ist wahrscheinlich, dass der Produktname vom schottischen Original kommt, im Geschmack unterscheiden sie sich aber deutlich. Der Lebensmittelfarbstoff Cochenillerot A ist auch in Norwegen verboten, Gelborange S ist in Norwegen und Finnland verboten, trotzdem kann Irn-Bru in Finnland in auf Importwaren spezialisierten Geschäften verkauft werden. In Kanada wird Irn-Bru koffeinfrei verkauft, denn bis vor kurzem durften nur dunkel gefärbte Getränke Koffein beinhalten. Dadurch und durch das Weglassen von Chinin ist der Geschmack anders und der Energy-Drink-Effekt gleich Null. Auch in Australien gibt es koffeinfreies, unter Lizenz produziertes Irn-Bru. Die heute nicht mehr bestehende McKinley/McInlay Soft-Drink Company in Cape Breton, Nova Scotia, Kanada verkaufte für viele Jahre ein nicht lizenziertes Getränk namens Iron Brew. Es war ein braun gefärbter kohlensäurehältiger Softdrink mit fruchtigem Cola-Geschmack. Nachdem die Firma ihre Geschäftstätigkeiten um 1990 eingestellt hatte, verkaufte die Pepsi Co Inc. das Getränk lokal als Cape Breton’s I’rn Bru weiter. Heutzutage ist dieses Produkt selbst in der Umgebung von Cape Breton nur mehr schwer zu finden. Irn-Bru wird auch in Spanien unter Lizenz vertrieben, dort ist aber die Farbe der Dose heller. In Großbritannien selbst werden von diversen Einzelhandelsunternehmen Nachahmerprodukte von Eigenmarken vertrieben, die als günstigere Alternative zum Original angeboten werden und dabei in der Regel als Iron Brew bezeichnet werden. Ähnliche Getränke werden als Discount-Produkte unter anderem von der Morrisons-Einzelhandelskette sowie der britischen Tochter von Aldi Süd vertrieben.

## Irn-Bru 32
Das neue Irn-Bru 32 ist Barrs erster richtiger Versuch, mit einer Irn-Bru-Variation am Energy-Drink-Markt Fuß zu fassen. Obwohl es bisher schon einige Energy-Drinks mit Irn-Bru-Geschmack gab, hatten diese eher geringe Bedeutung im Marketingspektrum und wurden meist in Liter-Flaschen verkauft. Mit Irn-Bru 32 will Barr aber direkt mit Marktgrößen wie Red Bull, V oder Red Devil konkurrieren. Angeblich kommt der Name von den 32 geheimen Zutaten von Irn-Bru, andererseits könnte er durch die Koffeinkonzentration von 32 mg/100 ml erklärt werden.

## Sponsoring
Irn-Bru war von 1997 bis 2022 Sponsor des FC Queen’s Park in der 3. Schottischen Fußballliga. Die Anhänger des Vereins bezeichnen sich selbst als die Irn-Bru-Gesellschaft. Außerdem sponsert die Marke den World Burns Club und die Robert Burns World Federation. Die Irn-Bru Revolution, eine Achterbahn im Freizeitpark Blackpool Pleasure Beach hatte ihren Namen ebenfalls vom Getränk.